# 井上景家
井上 景家（いのうえ かげいえ）は、戦国時代から江戸時代初期にかけての武将。小早川氏、毛利氏の家臣で長州藩士。父は井上利宅。知行は500石。

## 生涯
永禄8年（1565年）、安芸井上氏の井上利宅の子として生まれ、天正4年（1576年）に父・利宅が病死したため、幼くして家督を継承する。
天正13年（1585年）の四国攻めに従軍し、天正18年（1590年）の小田原征伐では小早川軍の御旗奉行を務める。
天正20年（1592年）4月から始まる文禄の役では隆景に従い渡海し、文禄2年（1593年）1月26日の碧蹄館の戦いでも奮戦した。
文禄4年（1595年）に隆景が小早川秀秋に家督を譲って備後国三原に隠居した際にも景家は隆景に従ったが、慶長2年（1597年）、隆景が没すると毛利氏家臣に編入され、500石の知行を拝領した。家督は嫡男の元宅に譲り、次男の就貞、三男の就通、四男の就勝にもそれぞれ知行を分与した。
慶長10年（1605年）12月14日、同年の五郎太石事件の後に毛利氏家臣団や有力寺社の総勢820名が連署して毛利氏への忠誠や様々な取り決めを記した連署起請文において、101番目に「井上弥兵衛尉」と署名している。
寛永9年（1632年）6月27日に死去。享年68。